# Louise Wimmer
Louise Wimmer je francouzský dramatický film, který režíroval Cyril Mennegun podle vlastního scénáře. Snímek měl světovou premiéru na 68. ročníku filmového festivalu v Benátkách dne 5. září 2011. Film získal řadu ocenění jako cena Louise Delluca, Étoile d'or nebo César za nejlepší debutový film.

## Děj
Po bolestném rozchodu Louise Wimmerová nechala svůj starý život daleko za sebou. V předvečer svých padesátých narozenin žije ve svém autě s jediným cílem: najít si byt a začít znovu. Vyzbrojena svým autem a písněmi Niny Simone je odhodlána udělat cokoli, aby získala zpět svůj život.

## Obsazení
| Corinne Masiero     | Louise Wimmer                     |
| Jérôme Kircher      | Didier, přítel Louise             |
| Anne Benoît         | Nicole, majitelka baru            |
| Marie Kremer        | Séverine, kolegyně Louise         |
| Frédéric Gorny      | manažer hotelu                    |
| Maud Wyler          | Jessica Wimmer, dcera Louise      |
| Jean Paul Moissette | Jean Luc                          |
| Nicolas Woirion     | Éric Wimmer, bývalý manžel Louise |
| Jean-Marc Roulot    | Paul, milenec Louise              |
| Annie France Poli   | sociální pracovnice               |
| Cécile Rebboah      | sociální pracovnice               |
| Julien Alluguette   | Cédric                            |

## Ocenění
- César: nejlepší debutový film, nominace v kategorii nejlepší herečka (Corinne Masiero)
- Cena Louise Delluca
- Cena Francouzské unie filmových kritiků za nejlepší debutový film
- Cena SACD pro nový filmový talent
- Étoile d'or du cinéma français za nejlepší debutový film
- Filmový festival v Cabourgu: cena Swann d'Or (Corinne Masiero)
- Mezinárodní filmový festival v Amiens: Cena města Amiens
- Mezinárodní frankofonní filmový festival v Namuru: Bayard d’Or za nejlepší debut
- Festival Entrevues v Belfortu: cena publika
- Filmový festival v Curychu: Cena Œil d'or pro nejlepší herečku (Corinne Masiero)
- Filmový festival v Dieppe: Cena za nejlepší herečku (Corinne Masiero)
- Podpora od Nadace Gan pro kinematografii
- Trofej frankofonního filmu, nominace (Cyril Mennegun)
- Lumières: nominace v kategoriích nejlepší režie (Cyril Mennegun) a nejlepší herečka (Corinne Masiero)